# Nuages épars
Pour les articles homonymes, voir Nuages épars (homonymie).
Pour plus de détails, voir Fiche technique et Distribution.
Nuages épars (乱れ雲, Midaregumo) est un film japonais de Mikio Naruse, son dernier, sorti en 1967.

## Synopsis
Un couple se prépare à quitter le Japon pour Washington pour le travail du mari qui est fonctionnaire au ministère du Commerce extérieur et de l'Industrie. Mais renversé par une automobile, il est tué dans l'accident. Une relation problématique, complexe se noue entre le chauffard et la veuve.

## Fiche technique
- Titre français : Nuages épars
- Titre original : 乱れ雲 (Midaregumo?)
- Réalisation : Mikio Naruse
- Scénario : Nobuo Yamada (ja)
- Photographie : Yuzuru Aizawa (ja)
- Montage : Hideshi Ohi
- Musique : Tōru Takemitsu
- Décors : Satoru Chūko (ja)
- Société de production : Tōhō
- Société de distribution : Tōhō ; Les Acacias (France)[1]
- Pays d'origine :  Japon
- Langue originale : japonais
- Format : couleur (Eastmancolor) — 2,35:1 — 35 mm — son mono
- Genre : drame ; mélodrame
- Durée : 108 minutes (métrage : huit bobines - 2 954 m[2])
- Dates de sortie :
  - Japon : 18 novembre 1967[2]
  - France : 19 juillet 2017[1]

## Distribution
- Yūzō Kayama : Shiro Mishima
- Yōko Tsukasa : Yumiko Eda
- Mitsuko Kusabue : Ayako, la sœur de Yumiko
- Yū Fujiki : Ishikawa, le mari d'Ayako
- Mitsuko Mori : Katsuko, la belle-sœur de Yumiko
- Yoshio Tsuchiya : Hiroshi Eda, le mari de Yumiko
- Mie Hama : Teruko
- Daisuke Katō : Hayashida
- Tadao Nakamaru : Fujiwara
- Kumeko Urabe : Nui Mishima, la mère de Shiro
- Naoya Kusakawa : Inoue
- Andrew Hughes : le Canadien
- Gen Shimizu
- Bokuzen Hidari
- Yutaka Sada